# 朴斉純
朴 斉純（ぼく せいじゅん、1858年12月7日 - 1916年6月20日）は、李氏朝鮮末期から大韓帝国期の政治家。現在の大韓民国では庚戌国賊、乙巳五賊及び親日派の一人とされている。

## 生涯
咸豊8年11月3日（1858年12月7日）、京畿道龍仁に生まれる。父の朴洪寿が金允植と同じ[[兪シン煥|兪莘煥]]の門下で学んでいた経験がある事から、金允植とは密接な関係を持つこととなる。
光緒9年（1883年）に別試文科（丙科）に及第した後は、清の天津に従事官として派遣されたのを皮切りに、吏曹参議・参判・漢城府尹などを務めた。
光武2年（1898年）10月9日には外部大臣に就任し、翌1899年4月にロシアのパヴロフ駐韓公使が軍艦で馬山浦に入港し、東洋汽船会社の杭を要地一帯に打ち込んで、大韓帝国に馬山浦割譲を求めた馬山浦事件では、日本の林董駐露公使に連絡し、日本政府が民間人名義を用いて周辺土地の買収をおこなったため事なきを得ている。光武5年（1901年）10月には来日して韓国中立化案を日本政府に打診した。
光武9年（1905年）9月には、第二次日英同盟が日本による韓国の保護国支配をイギリスが承認するものであるとして、日本に対しては条約違反であるとして韓国駐在の日英両公使に抗議している。また、同年11月の日本による韓国保護国化を認める第二次日韓協約では「断然不同意」と述べたものの、伊藤博文によって賛成とみなされ、最終的には全権委員として記名（日本側は林権助が署名）して成立した。同年11月28日には議政府参政大臣となった。
光武11年（1907年）の李完用内閣でも内部大臣を務め、隆熙4年（1910年）8月22日には日韓併合条約に署名し、同年10月16日には、朝鮮貴族として子爵に列せられ、朝鮮総督府中枢院の顧問を務めた。

## 栄典
- 1915年（大正4年）11月10日 - 大礼記念章[4]

## 死後の評価
2002年に「民族の精気を立てる国会議員の集い」が光復会とともに発表した親日派708人名簿と、2005年に民族問題研究所で親日人名辞書に収録するために整理した親日人名辞書収録予定者1次名簿において選定された。また、2006年に日本統治時代初期の親日反民族行為106人名簿が発表された際にも選定された。